# Gaetano Savi

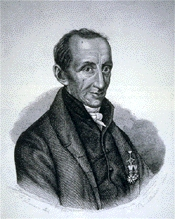
Gaetano Savi

Gaetano Savi (Florença, 13 de junho de 1769 – Pisa, 28 de abril de 1844) foi um naturalista italiano.